# Estany Fosser
L'Estany Fosser és un estany d'origen glacial que es troba a 2.227 m d'altitud, a la capçalera del riu Flamisell, a la vall Fosca (Pallars Jussà), en el terme municipal de la Torre de Cabdella.

## Descripció
L'estany ocupa una aïllada cubeta glacial excavada al peu de la vessant oriental del Tossal Tancat, sobre roca granítica. Té una llargada de 657 metres, una amplada de 300 i una superfície d'11,7 ha. El pic Fosser, que dona nom a l'estany, el presideix des del nord-oest, mentre que un contrafort que es desprèn del mateix pic (el Cingle de Fosser), el tanca pel nord i per ponent. Al sud, sobre la sortida d'aigües, s'alça una presa de 115 metres de llargada i uns 9 metres d'alçada màxima destinada a ampliar la capacitat primitiva de l'estany. El torrent que s'origina a l'estany recorre una petita vall suspesa i es precipita, sobtadament, pel nord-oest de la muralla del circ de Sallente, cap a l'embassament de Sallente, 460 metres més avall.

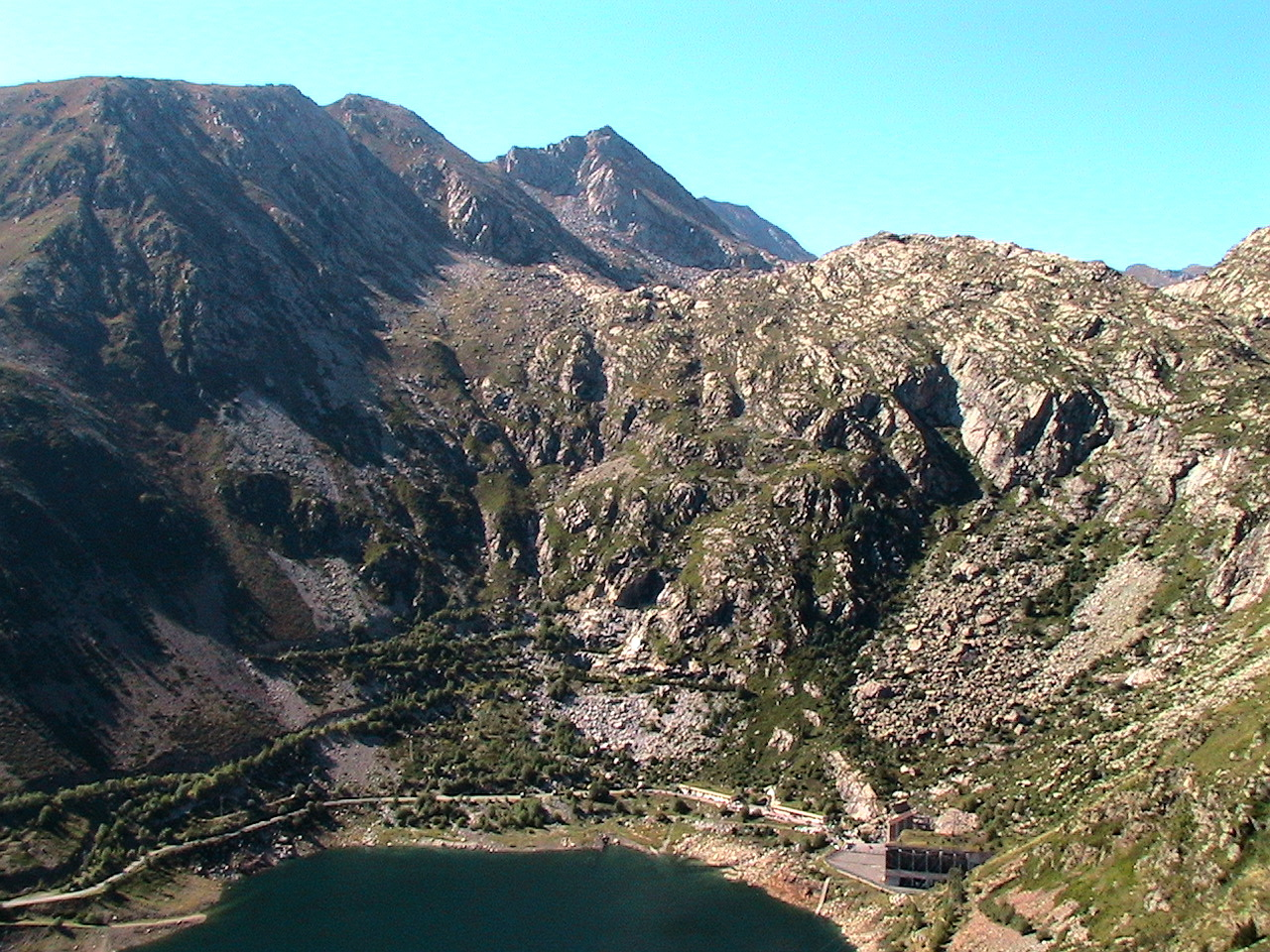
Circ de Sallente. (Imatge amb anotacions)

## Funció hidrològica
Pertany al grup d'estanys del complex hidroelèctric de Cabdella interconnectats subterràniament i per superfície entre ells i amb l'Estany Gento com a regulador del sistema. La seva importància relativa dins el grup, per si mateix, hauria de ser molt baixa, ja que té una conca hidrogràfica molt petita i només durant els períodes de desglaç rep algunes aportacions hídriques dels seus voltants. El que li dona rellevància és que s'utilitza com a estació intermèdia d'emmagatzematge de les aigües procedents de la part occidental de la conca.

Situació del Fosser dins el sistema de connexió dels estanys

A la cota 2.250 del Barranc de Francí, a 3 km en línia recta a l'oest de l'estany, un assut recull les aigües procedents de la Coma de Mig i les deriva cap a una galeria subterrània de 3,6 km que passa per sota del Pic Salado, s'alimenta amb els cabals del sector de Cogomella (Estany Salado i Estany Morera) i, després de travessar el Tossal Tancat, les vessa a l'Estany Fosser. Per altra banda, a llevant del mateix estany es troba la caseta de vàlvules que regulen el cabal de sortida de les aigües cap a una altra galeria subterrània d'1,6 km. que, després de rebre les aportacions del cercle Tort-Morto, desguassa a l'Estany Gento per la seva coneguda boca de sortida.

## Com anar-hi

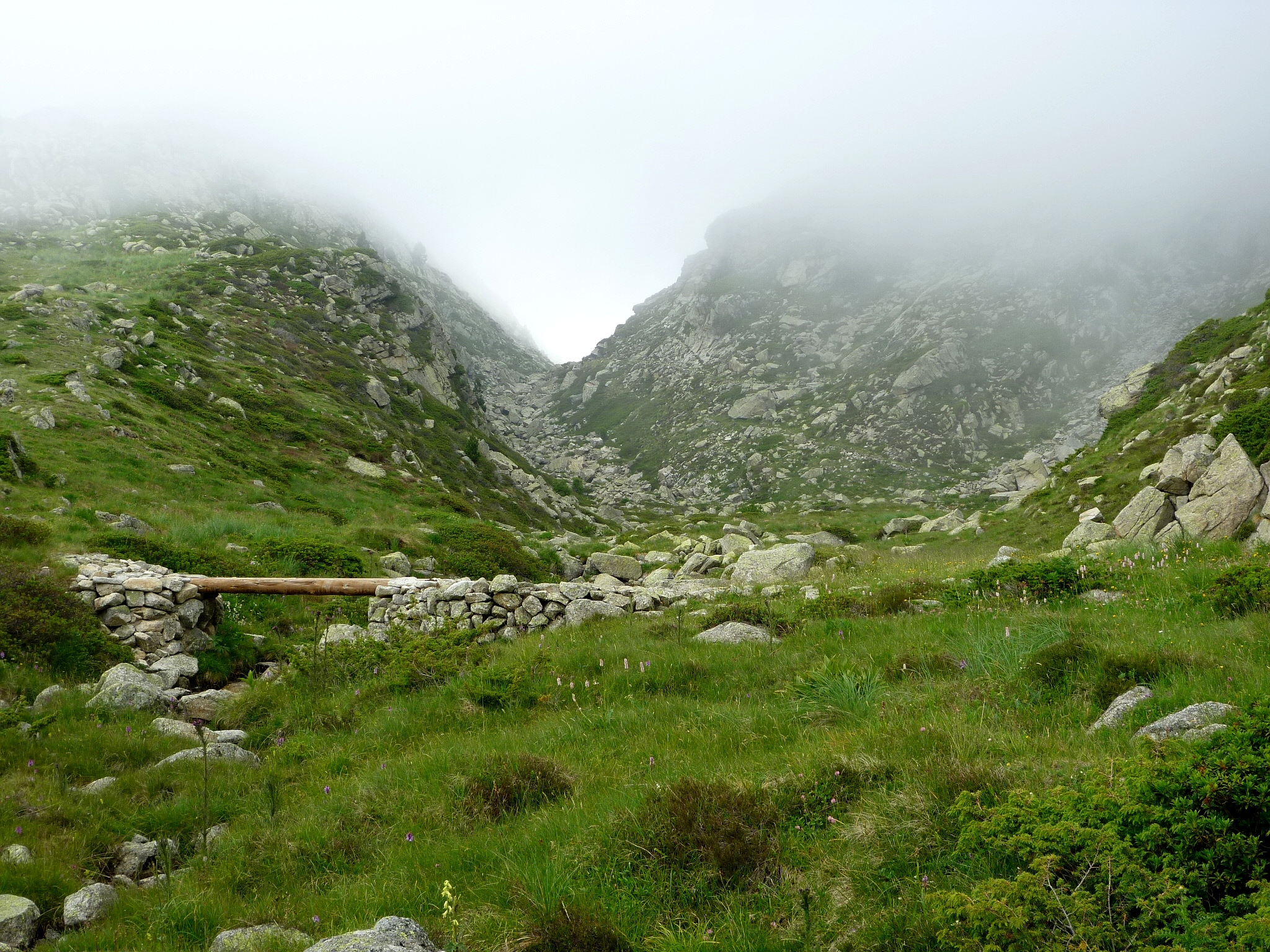
Pont de troncs sobre el Torrent de Sallente

La ruta per visitar l'estany surt de la plataforma superior del telefèric de l'Estany Gento. Hi trobarem plafons informatius i un punt d'informació del Parc Nacional al refugi proper. Es pren el camí ben arranjat i senyalitzat que surt en direcció nord. Als 200 metres trobarem un encreuament de camins, on entronquem amb una variant del sender de gran recorregut GR 11 (el GR 11-20). Seguirem ara el GR que baixa a l'esquerra a creuar el Torrent de Sallente i amb poc més de mitja hora s'arriba al replà on hi ha la presa de l'estany. El camí circula entre roques polides i herbassars amb abundància de flors alpines que cal admirar però no collir.
L'indret és poc acollidor. Les tarteres i grans blocs de granit cobreixen els marges oest i nord de l'estany i priven de rodejar-lo amb facilitat. Només al marge de llevant, per on passa el camí a la caseta de vàlvules, s'hi troben alguns claps de gespa entre les roques. Seguint aquest camí es gaudeix de les millors perspectives de l'estany.
La desolació i sensació de manca de vida que inspira l'estany és aparent. Sovint a primera hora del matí i cap al tard la superfície de l'estany es veu crivellada per multitud de cercles concèntrics, com si plogués. Són produïts per les truites que pugen de les profunditats a la superfície a patrullar i alimentar-se dels insectes (mosques, efímeres, tricòpters, plecòpters, marietes i inclús llagostes) que han caigut i suren sobre les aigües de l'estany (se'n diu "mosquejar" en l'argot dels pescadors). Quan emboquen una presa es produeixen els cercles. L'espectacle no acostuma a durar molta estona però és memorable.